# Coptosperma madagascariense
Coptosperma madagascariense är en måreväxtart som först beskrevs av Henri Ernest Baillon, och fick sitt nu gällande namn av De Block. Coptosperma madagascariense ingår i släktet Coptosperma och familjen måreväxter.
Artens utbredningsområde är Madagaskar. Inga underarter finns listade i Catalogue of Life.